# Średnik
Średnik – rozdzielający znak interpunkcyjny. Zarówno graficznie, jak i funkcjonalnie stanowi połączenie przecinka i kropki.

## Średnik w języku naturalnym
W przeciwieństwie do przecinka służy do oddzielania wyłącznie samodzielnych gramatycznie i logicznie członów wypowiedzenia. Od kropki natomiast odróżnia go mniejsza moc (większa jednak niż przecinka); mimo to niemal zawsze można go zastąpić kropką, zmieniając jedno zdanie zawierające średnik w dwa zdania. Po średniku kolejną część wypowiedzenia pisze się małą literą (ponieważ nadal jest to jedno zdanie).
Średnik w języku naturalnym używany jest:
- w rozbudowanych wypowiedzeniach złożonych;
- do oddzielania pojedynczych zdań, samodzielnych pod względem myślowo-pojęciowym (jednak na tyle zbieżnym, że stanowią one treść jednego wypowiedzenia);
- w zdaniach zawierających rozbudowane wyliczenia – szczególnie wyliczenia dłuższe, których poszczególne punkty zawierają przecinki;
- dla oddzielenia od siebie kolejnych wyrażeń matematycznych, zwłaszcza podczas przekształcania równania lub nierówności[2].

Szczególnym rodzajem wyliczenia są pozycje bibliograficzne w przypisach. Jeśli poszczególne punkty mają na końcu średnik, to nie powinny zaczynać się wielką literą. W języku polskim przed średnikiem nie stawia się spacji; robi się to jedynie po nim.
W języku francuskim średnik otoczony jest dwiema spacjami (podobnie znak zapytania, wykrzyknik i dwukropek).

## Średnik w informatyce
W informatyce średnik stosuje się w szczególności w programowaniu jako:
- separator instrukcji, np. w Pascalu
- terminator instrukcji, np. w C, C++, PL/I
- separator listy argumentów, np. w Excelu w wersji polskiej
- początek komentarza jednowierszowego (AutoHotkey).

Średnik jest bardzo łatwo dostępny z klawiatury komputera (znajduje się na klawiszu po prawej stronie klawiatury – tam, gdzie również dwukropek); w mniejszym stopniu z telefonu, ze względu na stosunkowo rzadkie użycie.
W Unikodzie średnik występuje w wersji:
| Znak | Unicode | Kod HTML         | Nazwa unikodowa | Nazwa polska |
| ---- | ------- | ---------------- | --------------- | ------------ |
| ;    | U+003B  | &#x3B; lub &#59; | SEMICOLON       | średnik      |

## Średnik w kulturze
Zajmująca się zdrowiem psychicznym amerykańska organizacja non-profit „Project Semicolon” zachęca do tatuowania symbolu „;”. Ma to mieć znaczenie symboliczne – jak tłumaczą pomysłodawcy „Średnika używa się, gdy autor mógł zakończyć zdanie, ale zdecydował inaczej. Ty jesteś autorem, a zdanie to twoje życie”. Tatuaż z tym symbolem ma podnosić świadomość społeczną dotyczącą zaburzeń psychicznych, w szczególności zaburzeń depresyjnych.